# يوسف الكتاني
 يوسف الكتاني (1934م سلا - 10 يونيو 2016 بالرباط). هو محامي وأستاذ التعليم العالي، وكاتب إسلامي متخصص.

## سيرة
ولد الكتاني بمدينة سلا نحو عام 1356/ 1934، وأخذ عن والده وعميه محمد المهدي ومحمد الباقر الكتاني، والشيخ أحمد ابن عبد النبي والحافظ المدني ابن الحسني وأجازه عم والده الإمام الحافظ عبد الحي الكتاني. درس بمدارس الرباط وسلا، ودرس القانون بجامعة دمشق بسوريا وتابع دراسته أيضا بدار الحديث الحسنية وحصل على شهادة الدكتوراة في الحديث وعلومه، ويعد من المختصين في صحيح البخاري. واشتغل محاميًا بالرباط إلى وفاته كما أنه قام بالتدريس في كل من جامعة القرويين بفاس ودار الحديث الحسنية بالرباط إلى أن تقاعد، وشارك في مختلف الندوات والمؤتمرات والمجامع العلمية العربية والعالمية.

## تحصيله
- إجازة في الحقوق من القاهرة – جامعة عين شمس – سنة 1961.
- دكتوراه دولة في العلوم الإسلامية (الحديث وعلومه) – دار الحديث الحسنية – سنة 1980 – الرباط – المغرب.[5]
- محامي بهيئة المحامين بالرباط.
- أستاذ جامعي – أستاذ التعليم العالي – أستاذ علم الحديث – قسم الدراسات العليا.
- رئيس شعبة القرآن والسنة والأصول بكلية الشريعة – جامعة القرويين لمدة عشر سنوات.
- عضو المجلس الأعلى لرابطة علماء المغرب.
- رئيس جمعية الإمام البخاري.
- رئيس جمعية الصداقة والأخوة المغربية المصرية.
- عضو هيئة الإعجاز العلمي للقرآن بمكة المكرمة.
- عضو المجلس الأعلى للشؤون الإسلامية – مصر.
- عضو المجلس العالمي للدعوة والإغاثة – القاهرة – جمهورية مصر العربية.
- كاتب إسلامي شارك في كثير من الندوات والمؤتمرات في مختلف الدول العربية والإسلامية في المغرب، ومصر، والمملكة العربية السعودية، وتونس، والجزائر، وسوريا، ولبنان، والسينغال، والولايات المتحدة الأمريكية، وإسبانيا، وغيرها.

## كتبه المنشورة
ومن آثاره مؤلفات علمية في الحديث والفكر الإسلامي وإصلاح التعليم نذكر منها: “مدرسة صحيح البخاري في المغرب” و”رباعيات صحيح البخاري” و”مفردات صحيح البخاري” و”المرأة في الإسلام”، وتحقيق شرح الخطابي على صحيح البخاري في مجلدين ضخمين، ومجلة “السنة النبوية” التي أصدر منها اثني عشر عددا.
في مجال الحديث النبوي :
- رباعيات الإمام البخاري.
- منهج الإمام البخاري في علم الحديث. ويعتبر من أهم ما كتب عن الإمام البخاري.[6]
- الإمام الخطابي رائد شراح صحيح البخاري.
- الإمام الخطابي.
- الإمام البخاري أمير المؤمنين في الحديث.
- مدرسة الإمام البخاري في المغرب.[7]
- أعلام السنن للإمام حمد الخطابي – أول شرح لصحيح البخاري.
- كلمات صحيح البخاري.
- الإمام البخاري وجامعه الصحيح.[6]

## الوفاة
توفي يوسف الكتاني عصر الجمعة 4 رمضان 1437 هجرية الموافقة ل 10 يونيو 2016 بالرباط بعد معاناة طويلة مع المرض.